# Velika Suha, Vogel
Velika Suha je hudourniški potok, ki svoje vode nabira v severnem ostenju pogorja Vogel (v okolici planine Suha) nad južno obalo Bohinjskega jezera. V Bukovški dolini se združi s hudournikom Mala Suha, od koder tečeta pod skupnim imenom Suha, ki se v naselju Ribčev Laz v Bohinju kot desni pritok izliva v Savo Bohinjko.